# Morgan Hurd
Pour les articles homonymes, voir Hurd.
Morgan Elizabeth Hurd est une gymnaste artistique américaine, née le 18 juillet 2001 à Wuzhou, en Chine. Elle a fait partie cinq fois de l'équipe nationale américaine féminine de gymnastique (de 2016 à 2021). En 2017, elle devient Championne du Monde au concours général. Elle a aussi gagné la médaille d'argent à la poutre aux mêmes championnats du monde. En 2018, aux championnats du monde, elle remporte la médaille de bronze au concours général et la médaille d'argent au sol. Elle a gagné quatre médailles aux championnats nationaux américains pendant sa carrière senior et a remporté deux fois l'American Cup. Elle a fait partie des équipes américaines qui ont remporté la médaille d'or pour la compétition par équipe aux Championnats du Monde de 2018 et aux Jeux panaméricains de 2019.

## Vie personnelle
Née en Chine, à Wuzhou, Morgan Hurd est adoptée par une Américaine, Sherri à l'âge de 11 mois. Elle commence la gymnastique à l'âge de 3 ans dans le Delaware. Elle commence à s'entraîner au club de First State Gymnastics quand elle était en classe de CM2. Elle est une des rares gymnastes à porter des lunettes pendant les compétitions.

## Palmarès

### Championnats du monde
- Montréal 2017
  -  médaille d'or au concours général individuel
  -  médaille d'argent à la poutre

- Doha 2018
  -  médaille d'or au concours général par équipes
  -  médaille d’argent au sol
  -  médaille de bronze au concours général individuel

### Autres compétitions internationales
- Coupe du monde à Stuttgart 2017
  -  médaille de bronze au concours général individuel

- Trophée de la Cité de Jesolo 2017
  -  médaille d'or au concours général par équipes
  - 10e au concours général individuel

### Compétitions nationales
- U.S. Classic 2017
  -  médaille d'argent au sol
  - 6e à la poutre

- P&G National Championships 2017
  - 5e à la poutre
  - 6e au concours général individuel
  - 8e aux barres asymétriques
  - 10e au sol